# サンプラー (手芸)

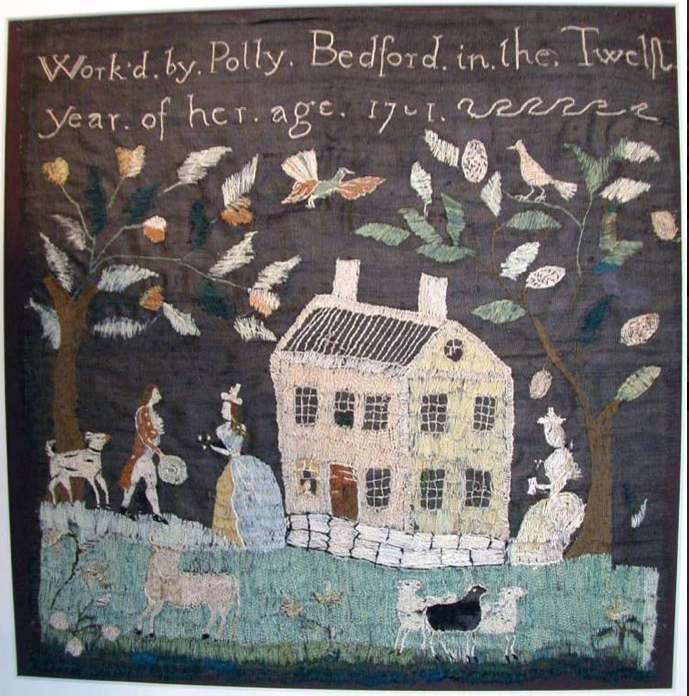
サンプラー　マサチューセッツ州セーラム 1791年

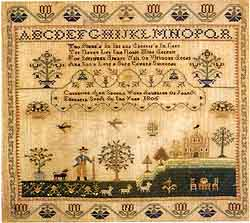
サンプラー　キャサリン・アン・スピール作　リネンにシルク糸で刺繡　フィラデルフィア 1805年

サンプラー（刺繡見本, sampler）は、刺繡技術の実習と披露を目的として作られた刺繡作品である。サンプラーにはアルファベット、人物や動植物、モチーフ、装飾的なボーダーなどが刺繡される。制作者の名前や日付が縫いとられていることも多い。”サンプラー”(sampler) という語はラテン語の”exemplum”(例、お手本）に由来する。

## 歴史
現存する最も古いサンプラーは15世紀から16世紀の間に制作されたものである。当時はまだ印刷された図案なかったため、サンプラーは刺繡をする際に参照する図案集として利用された。針仕事をする女性は、気に入ったデザインの刺繡を目にするたびに、それを手本として刺繡見本を刺し、将来の参照例として役立てるため一枚の布にランダムに刺し加えていった。一人の女性が生涯にわたって刺しためたステッチやデザイン見本の集成、それがこの時代におけるサンプラーなのである。
16世紀のイギリスのサンプラーは15-23センチ幅の細い帯状の布で作られている。布が非常に高価であったため、この時代のサンプラーは、布の表面いっぱいに見本が刺繡されている。これは”バンド・サンプラー”と呼ばれた。当時から高く評価されていたので、しばしば遺言書の中にも記録されており、代々の子孫に受け継がれた。”バンド・サンプラー”は様々な刺繡技法、糸、装飾素材を用いて制作された。多くは、絹や金属の刺繡糸を用いた繊細な色使いの非常に凝ったもので、ハンガリアンステッチ、フロレンタインステッチ、テントステッチ、クロスステッチ、ロングアームド・クロスステッチ、トゥーサイデッド・イタリアン・クロスステッチ、ライスステッチ、ランニングステッチ、ホルバインステッチ、アルジェリアンアイ・ステッチ、ボタンホールステッチなど様々なステッチが用いられた。サンプラーには、また動植物や幾何学模様の小さなデザインの見本も含められ、20色もの糸を用いて刺繡されたものもあった。

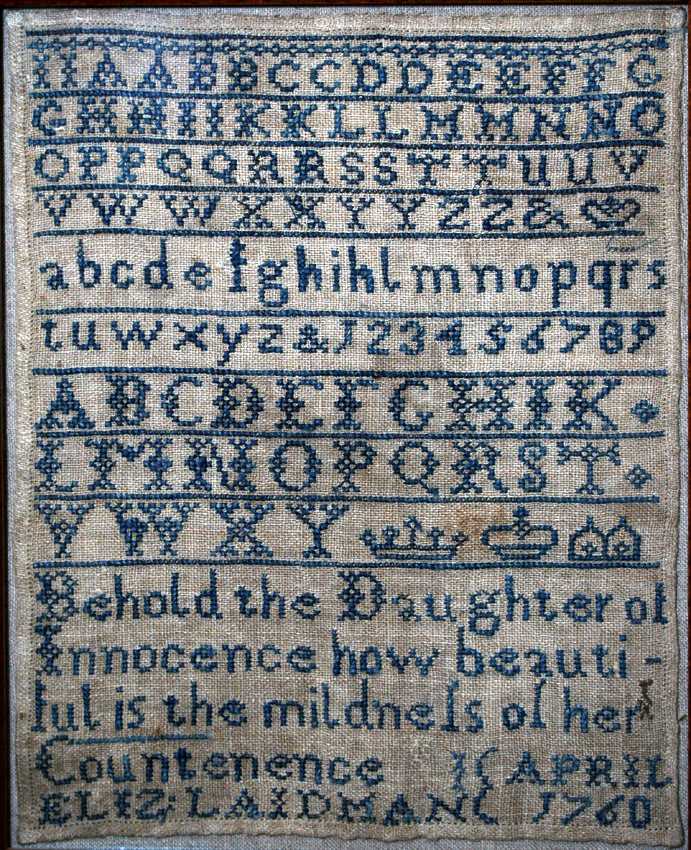
クロスステッチ・アルファベット・サンプラー　エリザベス・レイドマン作1760年

最初の図案集は1523年に出版されたが、誰でもが入手できるものではなかったことから、多くの女性にとって、サンプラーは依然として刺繡する際にもっとも広く利用される資料であった。
制作年が記されている最も古いサンプラーは、ロンドンのヴィクトリア&アルバート博物館が所蔵しているジェーン・ボストーク作のものである。彼女はこのサンプラーに自分の名前とともに、1598年と制作年を刺繡している。サンプラーに言及した最も古い資料は1502年の記録まで遡る。これはエリザベス・オブ・ヨークの家計支出簿である。そこには「7月10日、トマス・フィッシュ にサクランボジャムをロンドンからウィンザーまで運んだ ….そして王妃のためのサンプラー用の１エルン（約1.14メートル）の亜麻布の代金として…」と記されている。
17世紀になるとサンプラーにボーダーが加えられるようになった。そして、17世紀の半ばまでにはアルファベット・サンプラーが一般的になって、宗教的、道徳的な引用句が刺繡されるようになり、サンプラーは整然としたものになった。18世紀までには、サンプラーは、見本が一枚の布のあちこちにランダムに刺繡された初期のサンプラーとは全く違う性格を持つものに変化した。技術を記録する目的というよりは、それまでに学んだ知識を披露するためのものに変わったのである。このようなサンプラーは刺し手の美徳、学習の成果や勤勉さの証とされ、少女は幼い頃から刺繡技術を学ぶようになった。

## 現代のサンプラー
手芸店のキットや、図案セット、そして多くはインターネットやデザイナー個人のEメールを通じて販売されているパターンを使って、サンプラーは今日も広く制作されている。一つのステッチだけを用いたシンプルなものから15-20種のステッチを用いた複雑なものまで様々なパターンが用意されている。デザインも歴史的なサンプラーから厳密に図案に起こしたものから、現代的なものまで様々なスタイルのものがみられる。オリジナルのサンプラーの色だけでなく、間違いまでそのままコピーしたリプロダクションのサンプラーも販売されている。
サンプラーの素材として、布はアイーダ、イーブンウィーブ、麻、木綿、合成繊維など、そして糸は、木綿糸、絹糸、レーヨン、ヴィスコース、メタリックの糸などが使われる。

## 推薦文献
- 『刺繡のサンプラー アンティークコレクション』日本ヴォーグ社、1994年  ISBN 978-4529024693
- ユキ・パリス 『イニシャル&モノグラムの刺繡―ヨーロッパ 文字の手仕事』文化出版局、2004年、ISBN 978-4579110346